# Крайстминстер
Монастырь Христа Спасителя (англ. Christ the Saviour Monastery), или Крайстминстер (англ. Christminster) — православный мужской ставропигиальный монастырь РПЦЗ, расположенный в городе Ниагара-Фолс, штат Нью-Йорк.
Монастырь придерживается устава преподобного Бенедикта Нурсийского. Богослужения совершаются по западному обряду.

## История
Основан в 1993 году на Род-Айленде аббатом Иаковом (Дешеном), бывшим настоятелем монастыря Маунт-Ройал, по благословению епископа Манхэттенского Илариона (Капрала), которому была поручено окормление общин западного обряда православия в РПЦЗ.
Однако на Род-Айленде не было возможностей для роста, и монастырь переезжает в Гамильтон в провинции Онтарио, в Канаде. Службы проводились в часовне Божьей Матери Гластонберийской (Our Lady of Glastonbury).
30-31 мая 2013 года состоялся «переезд» монастыря с тремя насельниками (аббата Иакова, иеромонаха Иосиф (дель Гиорно) и Даниила (Ритти) в город Нигара Фоллз, штат Нью-Йорк.